# Bořek Šípek
Pour les articles homonymes, voir Borek.
Bořek Šípek, né le 14 juin 1949 à Prague et mort le 13 février 2016 ,, est un architecte et designer tchèque.

## Biographie
Né à Prague, Bořek Šípek est célèbre pour ses créations pleines de fantaisie et de couleurs où se mélangent surréalisme et baroque dans une optique moderne. Elles font une large place à l'éclectisme.
En 1968, il émigre en Allemagne et étudie à l'école des beaux-arts de Hambourg. En 1983, il déménage à Amsterdam où il ouvre son propre studio de design. En 1990, il est nommé professeur à l'École des arts appliqués de Prague. La même année il crée le service Semaine: un ensemble de sept pièces en porcelaine en collaboration avec la Manufacture nationale de Sèvres. 
Il est nommé, en 1992, architecte officiel du Château de Prague par le président Václav Havel.

## Distinction
Bořek Šípek est chevalier de l'Ordre des Arts et des Lettres.

## Galerie

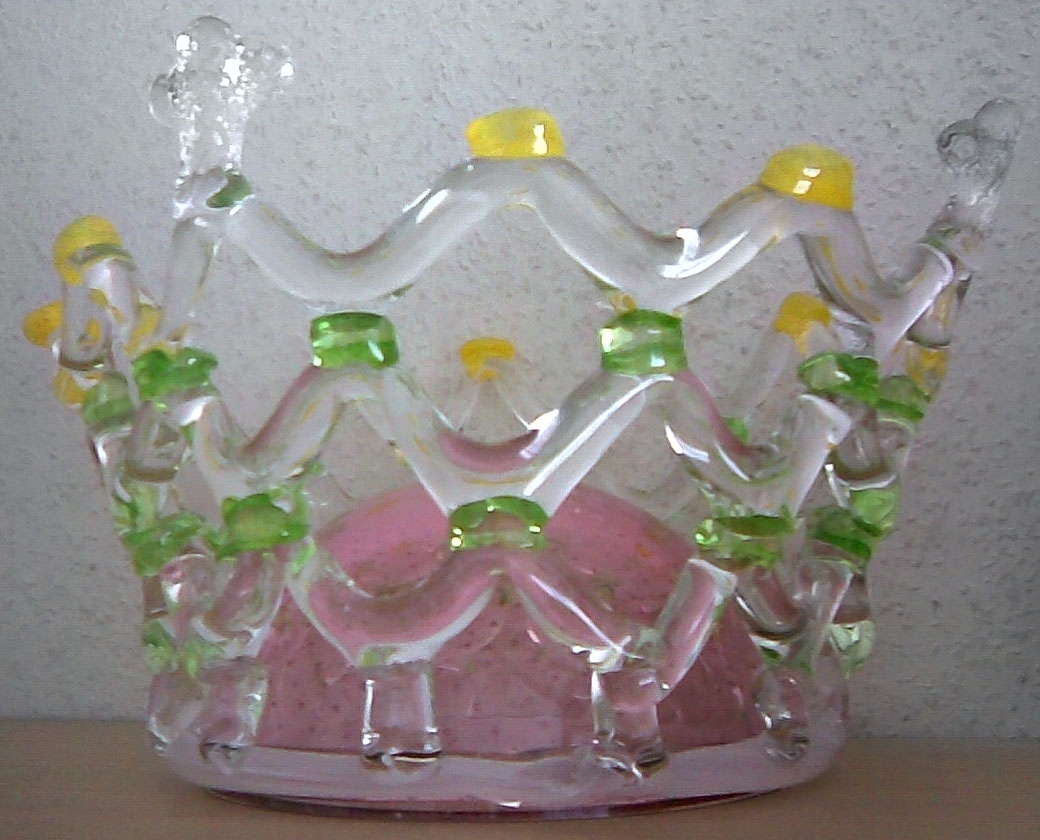
Couronne de Charles.
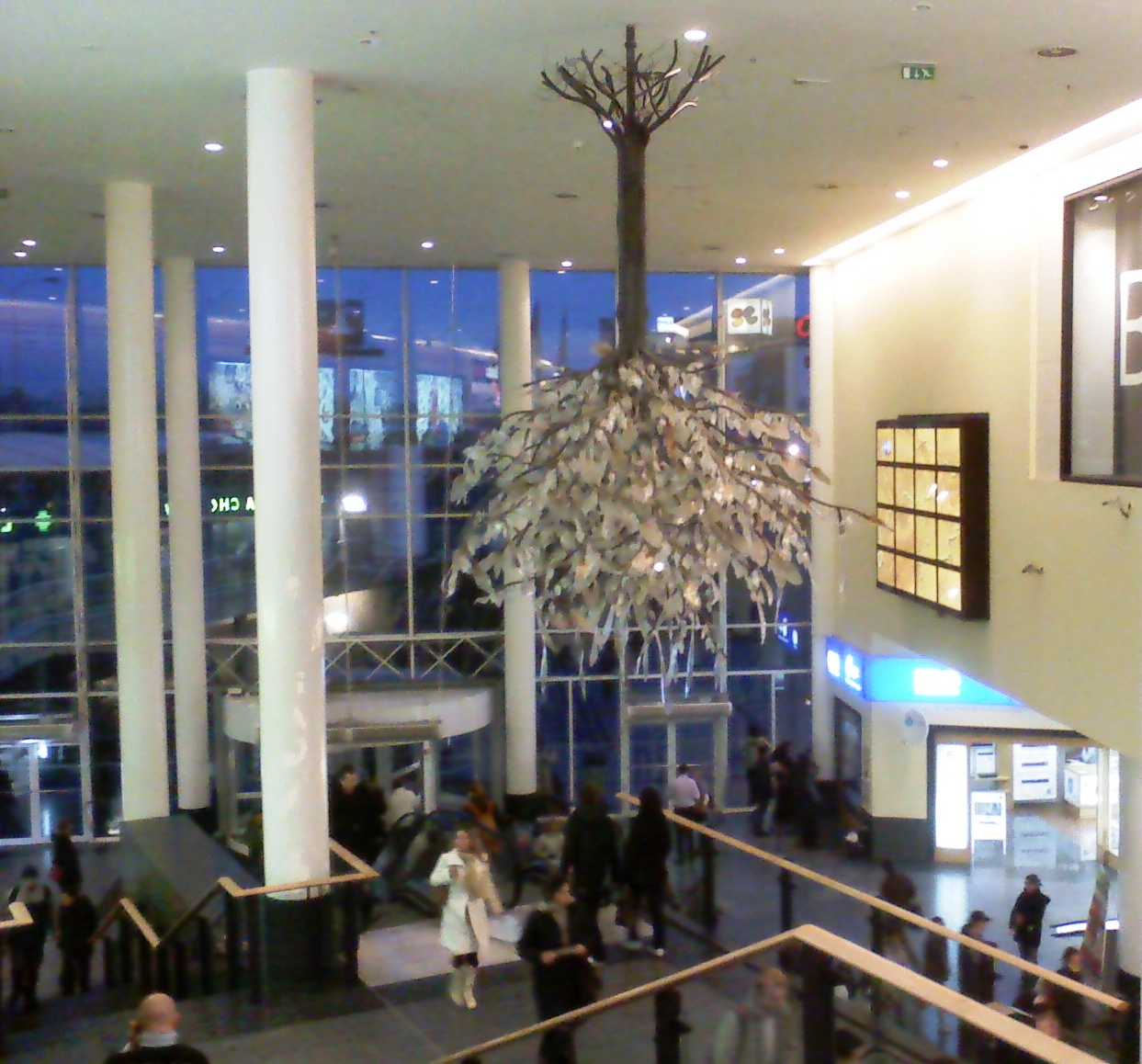
Sculpture de verre dans le magasin-atelier à Prague.
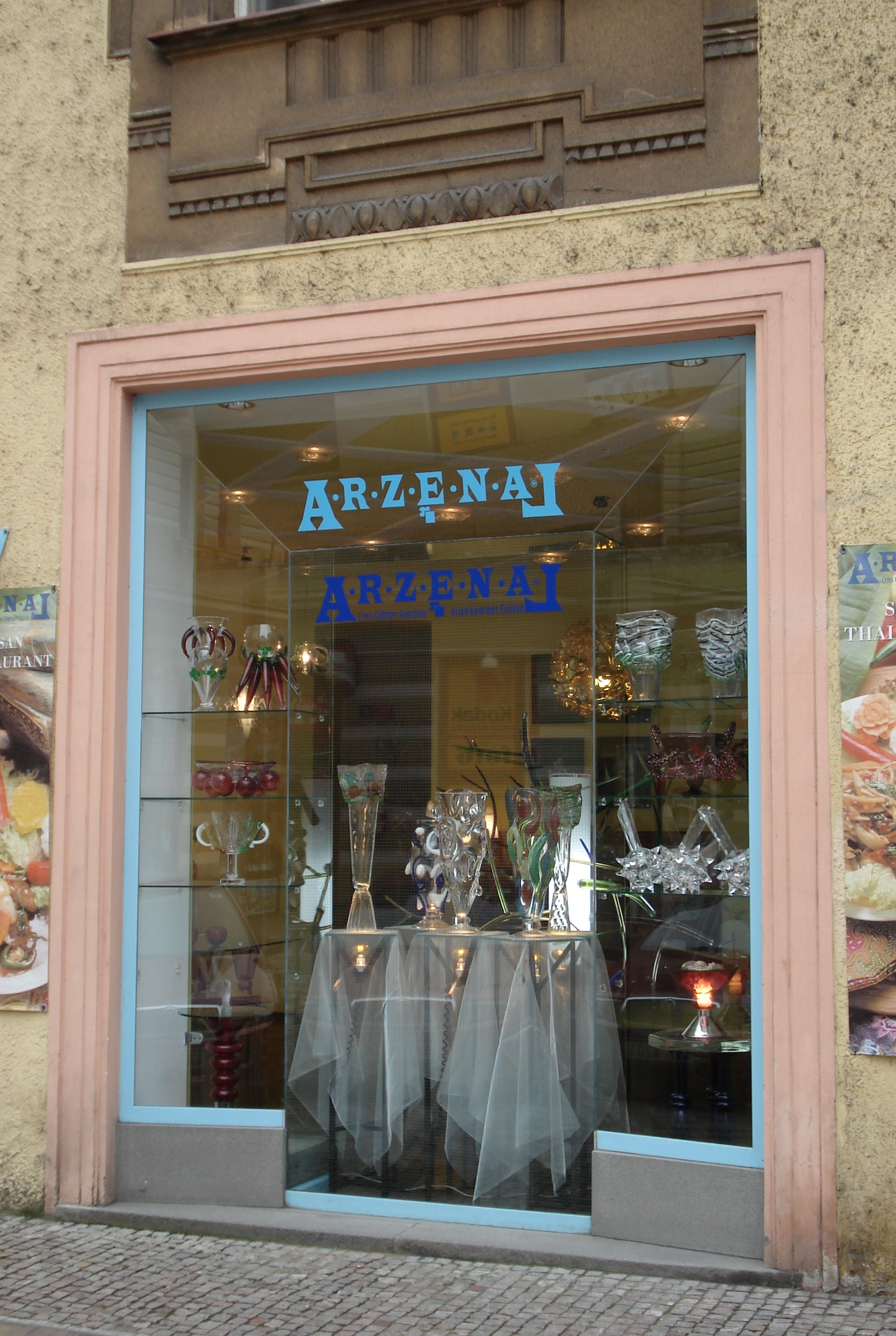
Arzenal, magasin-atelier de Bořek Šípek à Prague.
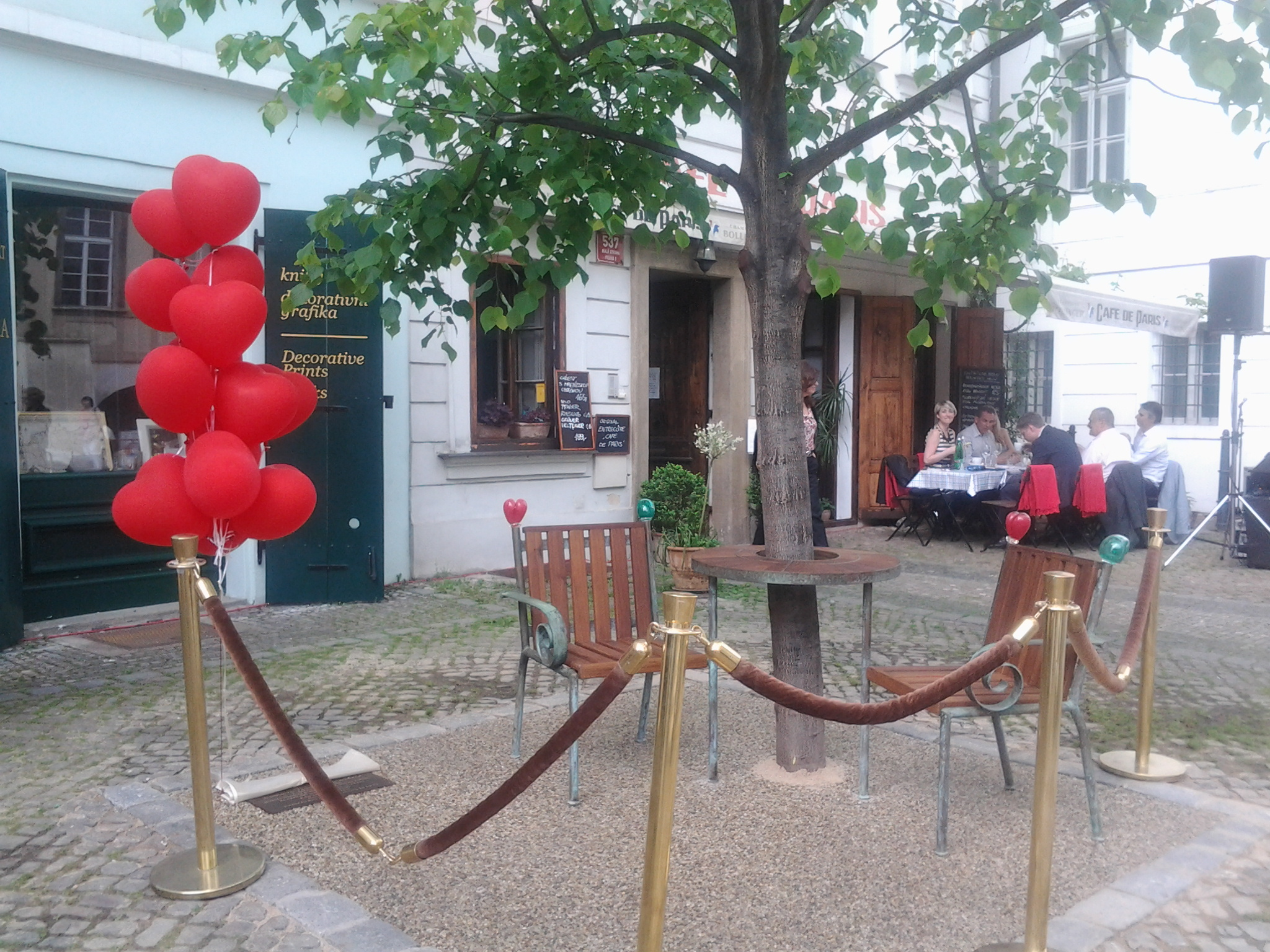
Banc de l'ancien président tchèque Václav Havel situé sur la place maltaise à Prague près du parc Kampa. La cérémonie de dévoilement a eu lieu le 1er mai 2014. Auteur de la proposition : Bořek Šípek .